# Гарбузов Василь Григорович
Васи́ль Григо́рович Гарбу́зов (22 березня (3 квітня) 1899 , Новопавлівка, Барвінківська волость, Ізюмський повіт, Харківська губернія, Російська імперія  — невідомо ) — український радянський діяч, військовик. Депутат Верховної Ради УРСР 1-го скликання (1938–1947).

## Біографія
Народився 22 березня (3 квітня) 1899 року в багатодітній селянській родині в селі Новопавлівка, нині Барвінківський район, Харківська область, Україна. Мати померла 1899 року. Закінчив 7 класів школи. Працювати почав 1911 року, після смерті батька, в селі Василівка, у німецькій колонії. З 1914 року — на станції Дружківка, учнем маляра на заводі.
У грудні 1917 року вступив до Дружківського загону Червоної гвардії. Брав участь у встановленні радянської влади, у складі загону воював під Дебальцевим, Катеринославом. У 1918–1920 роках — у Червоній армії, кулеметник, воював під Царициним, на Кубані, був поранений. У 1920 році — на Польському фронті.
Член ВКП(б) з 1925 року.
У 1921–1934 роках на різних посадах в армії в Немирові, Києві, Полтаві, Тамбові. У 1925 році навчався в Києві в Об'єднаній школі командирів. З листопада 1934 року навчався в Тамбові на курсах удосконалення командного складу.
У 1938 році — полковник, начальник школи молодших командирів, м. Полтава.
26 червня 1938 року обраний депутатом Верховної Ради УРСР першого скликання по Ново-Георгіївській виборчій окрузі № 176 Полтавської області.
У квітні 1939 року переведений на посаду помічника начальника Іркутської авіашколи, з червня 1940 — на такій же посаді в Мелітопольській авіашколі.
З квітня 1941 року — начальник 60 РАБ, м. Орел, з жовтня 1941 року — помічник начальника Ворошиловградської авіашколи.
З червня 1942 року — заступник начальника штаба 293-ї бомбардувальної авіадивізії (з 1944 року перейменовано на 8-му гвардійську бомбардувальну авіаційну Черкаську Червонознамену дивізію [8 гв. БАЧЧД]). Станом на березень 1945 року — заступник начальника штабу 8 гв. БАЧЧД.

## Нагороди
- орден Леніна (21.02.1945, за вислугу років)
- орден Червоного Прапора (05.05.1938, до 20-річчя РСЧА, за активну боротьбу з ворогами у період Громадянської війни)
- орден Вітчизняної війни 2-го ступеня (21.05.1945)
- орден Червоної Зірки (22.10.1944)
- медаль «XX років Робітничо-Селянській Червоній Армії» (22.02.1938)
- медалі.